# Manovra di Zavanelli
La manovra di Zavanelli è una manovra ostetrica che consiste nel respingere la testa fetale consegnata nel canale del parto in previsione dell'esecuzione di un taglio cesareo in caso di distocia delle spalle.
La manovra di Zavanelli viene eseguita solo dopo che altre manovre hanno fallito, poiché è associato ad alto rischio sia per la madre che per il feto. Una meta-analisi pubblicata nel 1985 ha rilevato che 84 di 92 casi di manovra di Zavanelli hanno avuto successo nel far ritornare la testa del feto nell'utero. I rischi della manovra verso la madre includono danni ai tessuti molli e sepsi.
La manovra non viene spesso adoperata negli Stati Uniti. Prende il nome da William Angelo "Bill" Zavanelli, il quale effettuò la procedura il 19 gennaio 1978 come istruttore clinico in ostretricia e ginecologia all'Università della California a San Francisco.